# О началах
«О нача́лах» (др.-греч. Περὶ ἀρχῶν, лат. De principiis) — богословский трактат в четырёх книгах александрийского богослова III века Оригена (ок. 185 — ок. 254), созданный между 220 и 230 годами. Считается первым систематическим изложением христианского богословия. Помимо текстов, признанных каноническими, Ориген ссылается и на апокрифы: «Деяния Павла», «Пастырь» Ерма, «Вознесение Моисея» и «Послание Варнавы».

## История создания
Появление этого произведения вызвало конфликт между Оригеном и епископом Димитрием Александрийским, результатом которого стало изгнание богослова из города и переселение в Кесарию Палестинскую — хотя это нельзя утверждать с уверенностью. От исходного греческого текста произведения сохранились только небольшие фрагменты в другом произведении Оригена, Добротолюбии, а также в эдиктах императора Юстиниана. Латинский перевод трактата выполнен в 398 году Руфином Аквилейским. Этот перевод появился в разгар первого оригенистского спора, в котором Руфин выступал на стороне «оригенистов» и, соответственно, имел апологетическую тенденцию, заключавшуюся в стремлении придать оригеновским идеям более ортодоксальное звучание. Примерно тогда же латинский перевод выполнил оппонент Руфина, Иероним Стридонский. Этот, по утверждению самого Иеронима, более буквальный, перевод сохранился только в нескольких цитатах.
Современные критические издания «О началах» приводят сохранившийся греческий текст в параллельных колонках.

## Содержание
Во вступлении Ориген формулирует задачу своих богословских исследований. Поскольку апостолы сообщили только о том, что сочли необходимым и о многом умолчали, — «конечно, с той целью, чтобы могли иметь упражнение и показать таким образом плод своего ума наиболее ревностные и любящие мудрость из числа их преемников», то остались важные вопросы, требующие разрешения. К их числу Ориген относит проблему места Святого Духа в Троице, воскресение мёртвых, свободу воли, происхождение души и многие другие. Затем следуют четыре части произведения, представленные автором как отдельные трактаты, посвящённые богословию, космологии, антропологии и телеологии.
Первая книга посвящена Богу (Гл. 1), где Ориген настаивает на его бестелесности. Также он пишет о Христе (Гл. 2), которого отождествляет с Премудростью Божьей. Третья глава в Первой книге посвящена Святому Духу. Вместе Отец, Сын и Святой Дух образуют Троицу (Гл. 4). Далее он переходит к рассуждению о причинах падения ангелов, которых Ориген относит к классу разумных существ (Гл. 5). Тайну появления дьявола он связывает с сюжетом о князе Тирском из книги Иезекииля (Иез. 28:12: «сын человеческий! плачь о царе Тирском»). В конце книги Ориген излагает учение об апокатастазисе, когда все очистятся и приобретут эфирные тела (Гл. 6). Далее он предполагает, что сами небесные светила могут быть отнесены к разряду разумных существ (Гл. 7). В последней главе книге Ориген возвращается к теме ангелов и подчеркивает, что нет разумных существ без свободы выбора, чья природа была бы либо исключительно доброй, либо исключительно злой.
Вторая книга исследует материальную вселенную и создание человечества. Рассматривая возможность множественности миров, Ориген настаивает, что Христос уничтожил грех лишь в нашем мире (Гл. 3). Далее он опровергает мнение гностиков о том, что Бог Нового Завета враждебен Богу Ветхого Завета (Гл. 4). Далее, критикуя докетизм, Ориген утверждает истинное воплощение Иисуса Христа в человеческом теле (Гл. 6). Особое внимание уделяется учению о душе (Гл. 8), которая есть субстанция чувствующая и подвижная. Ориген отмечает, что наличие души у ангелов не очевидно, равно как у воскресших праведников души претворятся в дух по слову апостола (1Кор. 15:44). Далее он утверждает, что мир ограничен, так как Бог всё сотворил числом и в достаточном количестве (Гл. 9). При этом Бог, подчиняясь собственной благости создал всё подобным и одинаковым, но данная разумным существам свобода произвела различие в творении. Рассуждая об адском пламени, Ориген приходит к выводу, что его субстанцией являются наши грехи. Поэтому адский огонь врачует душу, избавляя её от грехов и претворяя её в дух (Гл. 10).
Третья книга начинается с изложения учения о свободе воли, которая заключается в одобрении или неодобрении природных влечений. Для доказательства своей точки зрения Ориген подробно исследует фразу, согласно которой Бог «ожесточил сердце» фараона (Исх. 7:3). Демоны пытаются сделать вечным человеческое падение и воспрепятствовать общению человека с Богом. С другой стороны, ангелы помогают людям в их стремлении увидеть Божество. Идея свободной воли является основной в моральной телеологии Оригена.
Четвёртая книга посвящена доказательству боговдохновенности Писания. Аргументом для Оригена является тот факт, что пророчества Писаний исполнились. Неправильные толкования возникают оттого, что некоторые (например, иудеи) воспринимают Писание буквально (Гл. 2). Равным образом и гностики впали в ересь, буквально («исторически») истолковывая Ветхий Завет. Альтернативой буквальному является «духовное толкование», причем уместность такого толкования следует из «преткновений и пробелов», которые мы находим в Писании. К таким преткновениям Ориген относит фрагмент из Книги Бытия, где описаны первые три дня до сотворения солнца.

### Издания
- Origène. Traité des principes / Intr., trad. par H. Crousel et M. Simonetti. — 1978a. — Т. I livres I et II - introduction, texte critique et traduction, кн. 252. — 413 p. — (Sources chretiennes).
- Origène. Traité des principes / Intr., trad. par H. Crousel et M. Simonetti. — 1978b. — Т. II Commentaire et Fragments, кн. 252. — 272 p. — (Sources chretiennes).
- Ориген. О началах. — СПб.: Амфора, 2007. — 464 с. — (Александрийская библиотека). — ISBN 978-5-367-00519-6.
- Ориген. О началах. Против Цельса. — СПб.: Библиополис, 2008. — 792 с. — (Религиозно-философская библиотека). — 3000 экз. — ISBN 978-5-74-35-0275-0.

### Исследования
- McGuckin J. A. The Westminster Handbook to Origen. — Westminster John Knox Press, 2004. — 228 p. — ISBN 0-664-22472-5.
- Серёгин А. В. Гипотеза о множественности миров в трактате Оригена «О началах». — М., 2005. — 200 с. — ISBN 5-9540-0035-2.
- Серёгин А. В. Трактат Оригена «О началах» // Философский журнал. — 2015. — Т. 8, № 2. — С. 44—55.
- Рубцов Д. А. Трактат Оригена «О началах»: обзор структурных интерпретаций в научных изданиях трактата за прошедшие 100 лет // Вестник ЕПДС. 2020. — № 4. — С. 29-47.